# Druga przestrzeń
Druga przestrzeń – ostatni tom wierszy Czesława Miłosza wydany za życia poety w 2002 r. przez wydawnictwo Znak w Krakowie.
Zbiór obejmuje utwory dziewięćdziesięcioletniego poety, powstałe od późnych lat dziewięćdziesiątych do 2002 r., publikowane wcześniej na łamach czasopism: „Kwartalnik Artystyczny”, „Odra”, „Rzeczpospolita”, „Tygodnik Powszechny” oraz „Zeszyty Literackie”.

## Zawartość tomu
Zbiór zawiera trzydzieści wierszy i trzy poematy:
- Ksiądz Seweryn  – utwór w formie monologu duchownego zagrożonego zwątpieniem i utratą wiary, próbującego być wiernym swemu wątpliwemu powołaniu („jestem kapłanem bez wiary,  modlącym się co dzień o łaskę zrozumienia”); pierwodruk w „Tygodniku Powszechnym” (marzec 2001),
- Czeladnik – poetycki hołd złożony wielkiemu krewnemu, Oskarowi Miłoszowi. W jednym z przypisów autor wyjaśnia tytuł utworu:  „Bohaterem tego poematu jest człowiek, któremu przyznaję tytuł mistrza, mnie więc przystoi tytuł czeladnika. Chodzi więc o stosunek do siebie dwóch osób, nie o czeladnictwo w cechu czy jakiejś innej organizacji”. Liczne autorskie przypisy do poematu układają się w rozbudowaną kronikę życia i twórczości francuskiego poety.
- Traktat teologiczny – trzeci poemat-traktat, po Traktacie moralnym (1948) i Traktacie poetyckim (1957).

## Charakterystyka
Wśród wierszy znajdują się modlitwy poetyckie, wyznania osobiste, medytacje nad losem własnym i ludzi, których poeta spotkał w swoim długim życiu. Dochodzi tu do głosu refleksja dyktowana przez "późną dojrzałość" (tytuł jednego z wierszy), kontemplacja rzeczy ostatecznych, oglądanych już niejako z drugiego brzegu. Drugą przestrzeń określa poeta jako „niebiańskie pokoje, rajskie wiszące ogrody, łąki pozaziemskie, Niebo i Piekło”.

## Traktat teologiczny
Poemat ukazał się po raz pierwszy na łamach „Kontrapunktu”, cyklicznego magazynu kulturalnego, tematycznego dodatku do „Tygodnika Powszechnego” w 2001 r. Tekst opatrzono serią komentarzy autorstwa: Jana Błońskiego, ks. Adama Bonieckiego, Aleksandra Fiuta, Ireneusza Kani oraz  Mariana Stali.  We wprowadzeniu autor wyjaśnia:  

Napisałem ten poemat szukając języka, w którym można byłoby mówić o religii. Język przyjęty, dewocyjny, stanowi tu często przeszkodę, język teologii wydaje mi się zbyt wielosłowny. Jest to zarazem poemat o poszukiwaniu mojej tożsamości kulturalnej. Jej istotnymi składnikami są rzymski katolicyzm oraz moje wileńskie wychowanie, czyli niechęć do łączenia religii ze świadomością etnocentryczną.

W rozmowie z ks. Józefem Sadzikiem Miłosz wspominał, że już w szkole toczył walki z prefektem, księdzem Leopoldem Chomskim, który mawiał: "Miłosz, wyjdź z klasy. Masz nieprzyzwoity wyraz twarzy" (wywiad  z „Teki księdza Sadzika”).

Składający się z 23 części traktat jest opowieścią o pełnym pychy człowieku słabej wiary, który długo spierał się z Kościołem katolickim, a u schyłku życia zaakceptował religijność prostych ludzi. Według biografa poety  Andrzeja Franaszka, autor podejmuje wątki religijnego nurtu swojej twórczości, widoczne głównie w ostatnim trzydziestoleciu: niezgody na świat antysensu, rozziewu między sobą a swymi współwyznawcami kultywującymi religię narodową, wiary, która nie jest spokojem, lecz ciągłym zwątpieniem, napięcia między miłością własną a byciem członkiem wspólnoty, zjednoczonej wspólną grzesznością, cierpieniem i lękiem. W komentarzu pt. Największy triumf mędrca Ireneusz Kania napisał: 

Ostatnim schronieniem dla Miłosza staje się wiara  – idealizowanych przezeń – prostaczków: kadzidła, litanie, pieśni, ludowe rozmodlenie pod posążkiem Matki Boskiej. (…) Ta dziecinna wiara jest kapitulacją mędrca wobec centralnej dlań kwestii unde malum? (…) Ale ta kapitulacja jest też może największym triumfem mędrca – zwycięstwem nad lucyferyczną pychą lichego, oskorupiałego „ja” jednostkowego.

## Przekłady na języki obce
- Second Space, New York: Ecco / HarperCollins, 2004
- Drugi prostor, Beograd: Paideia, 2007
- Drugi proctor, Sarajewo / Zagrzeb: Naklada Zoro, 2008
- Vtoroje prostranstvo, Sankt-Petersburg: Azbooka, 2010
- A Theological Treatise, „Spiritus. A Journal of Christian Spirituality” 2002, vol. 2, nr 2
- Theologisch traktat, “Tijdschrift voor Slavische Literatuur (TSL)” 2002, nr 31
- Traité de théologie, Le Chambon-sur-Lignon: Cheyne, 2003 (wyd. pol.-fr. wraz z wierszem “Późna dojrzałość”)
- Theologischer Traktat, “Sinn Und Form” 2003, nr 6
- Apprentice, “Notre Dame Review” 2003, nr 16
- L’Apprenti (poème) , “Cahier  de l”Association Les Amis de Milosz” 2003, nr 40-42
- Pameistrys / Czeladnik, Vilnius: Baltos Lankos; Sejny: Pogranicze, 2002 (wyd. pol.-lit.)

## Recenzje i omówienia
Druga przestrzeń
- Lidia Banowska, Miłosz wobec zła, „Polonistyka” 2005, nr 1, s. 25-30.
- Jan Błoński, Umiejętność odnawiania. O Czesławie Miłoszu i „Drugiej przestrzeni” , „Tygodnik Powszechny” 2002, nr 9, s. 9.
- Michał Cichy, Litewski Goethe, „Gazeta Wyborcza” 2002, nr 41, s. 18.
- Tomasz Cieślak-Sokołowski, Jeden nieosiągalny wiersz, „Tygiel Kultury” 2002, nr 10-12, s. 211-214.
- Mirosław Dzień, Czesława Miłosza „Druga przestrzeń”. Parę uwag o klarowności dalszych podróżach, „Kwartalnik Artystyczny” 2002, nr 1, s. 44-53.
- Rolf Fieguth, „Druga przestrzeń”. O intertekstualności i kompozycji ostatniego zbioru wierszy Czesława Miłosza, [w:] Poznawanie Miłosza 3, Kraków 2011, s. 889-908.
- Głosy o poemacie „Ksiądz Seweryn” Czesława Miłosza, „Zeszyty Literackie” 2001, nr 3, s. 95-105 (Ewa Bieńkowska, ks. Adam Boniecki, Andrzej Franaszek, Paweł Kłoczowski).
- Barbara Gronek, Zachód słońca według Miłosza, „Polonistyka” 2005, nr 1, s. 57-59.
- Paweł Lisicki, Żywot w sobie sprzeczny, „Arcana” 2002, nr 6, s. 34-42.
- Łukasiewicz Jacek, Odblask wieczności, „Więź” 2002, nr 6, s. 132-136.
- Krzysztof Kuczkowski, „Traktat teologiczny” i inne wspaniałości „Drugiej przestrzeni”  Czesława Miłosza, „Topos” 2002, nr 4-5, 47-51.
- Ryszard Matuszewski, „Na szczęście dalej w nocy układam wiersze…”, „Twórczość” 2002, nr 7-8, s. 172-184.
- Piotr Michałowski, Wędrówka brzegiem herezji, „Kresy” 2003, nr 1, s. 171-175.
- Natalia Mikołajczyk-Wojciechowska, Ekstaza o wschodzie słońca. Afirmacja istnienia w późnej poezji Miłosza, a idea gnostyckiej pełni, „Temat” 2007, nr 8-10, s. 64-67.
- Krzysztof Myszkowski, Dolina, znaki, światło, „Kwartalnik Artystyczny” 2002, nr 1, s. 54-56.
- Jacek Podsiadło, Sceptyczny śpiew, „Rzeczpospolita” 2002, nr 52.
- Dominika Romańska, Tak naprawdę nic nie rozumiem – czyli teologia według Czesława Miłosza, „Nowa Okolica Poetów” 2002, nr 1, s. 246-250.
- Jerzy Szymik, Tętno zachwytu. O "Drugiej przestrzeni" Czesława Miłosza, „Śląsk” 2002, nr 4, s. 50-52.
- Łukasz Tischner, Podróże niespokojnego serca, „Znak” 2002, nr 12, s. 132-139.
- Tomas Venclova, Druga przestrzeń, „Zeszyty Literackie” 2002, nr 3 (79), s. 161-163.
- Wojciech Wencel, Niby okręty, „Fronda” 2002, nr 27-28, s. 228-233.
- Zofia Zarębianka, W poszukiwaniu jedności. Między wiarą a zwątpieniem w późnych wierszach Czesława Miłosza, „Fraza” 2002, nr 4, s. 165-175.
- Zofia Zarębianka, O potrzebie duchowości między prowincją a Europą. Rozważania wokół myśli Leszka Kołakowskiego i Czesława Miłosza, „Fraza” 2003, nr 3, s. 73-77.
- Andrzej Zawada, Odnowa  wyobraźni religijnej, „Odra” 2002, nr 7-8, s. 111-112.
- Helena Zaworska, Takiego mnie chciałeś, „Nowe Książki” 2002, nr 4, s. 38-39.
- Edward Zyman, Oddalam się powoli od jarmarku świata, „Fraza” 2003, nr 3, s. 183-187.

Traktat teologiczny
- Jan Błoński, Duch religijny i miłość rzeczy,  „Kontrapunkt” 2001, nr  11-12, s. 10.
- Jacek Bolewski, Wierny niedocieczonej intencji… Wokół „Traktatu teologicznego” w „Drugiej przestrzeni” Miłosza, „Kwartalnik Artystyczny” 2002, nr 1, s. 33-43.
- Adam Boniecki, Spokojne słowa mędrca. Zapiski podczas lektury "Traktatu teologicznego" Czesława Miłosza, „Kontrapunkt” 2001, nr  11-12, s. 9.
- Stefan Chwin, Traktat o dłoniach i rzeczach. W odpowiedzi na „Traktat teologiczny”  Czesława Miłosza, „Tygodnik Powszechny” 2002, nr 2, s. 8-9.
- Tadeusz Dąbrowski, Czternaście pytań do Czesława Miłosza. Na marginesie „Traktatu teologicznego” , „Fronda” 2002, nr 27-28, s. 234-237.
- Krzysztof Dorosz, Między Prometeuszem a Chrystusem, „Więź” 2002, nr 1, s. 61-64.
- Aleksander Fiut, Pragnienie wiary, „Kontrapunkt” 2001, nr  11-12, s. 15.
- Ewelina Gajewska, „Ani za świątobliwie, ani zanadto świecko”. O języku „Traktatu teologicznego” , „Świat i Słowo” 2006, nr 1, s. 283-290.
- Barbara Gronek, Ku królestwu księdza Jana, „Polonistyka” 2003, nr 2, s. 89-95.
- Julia Hartwig, Miłosz przepytywany, „Więź” 2002, nr 4, s. 158-160.
- Wacław Hryniewicz, Samotność poety w wierze. Komentarze do "Traktatu teologicznego", „Tygodnik Powszechny” 2001, nr 50, s. 9.
- Ireneusz Kania, Największy triumf mędrca. Takiego traktatu młody człowiek nie napisze, „Kontrapunkt” 2001, nr 11-12, s. 16.
- Bogusław Kierc, „Niewysłowiona śliczność” , „Pomosty” 2004, t. 9, s. 12-14.
- Jan Andrzej Kłoczowski, Miłosz mistyczny, „Gazeta Wyborcza” 2002, nr 41, s. 17.
- Krzysztof Koehler, „Traktat teologiczny” i „Tryptyk rzymski”. Próba porównania, „Arcana” 2004, nr 6, s. 127-141.
- Leszek Kołakowski, Mała glosa do epopei ducha. Komentarze do "Traktatu teologicznego", „Tygodnik Powszechny” 2001, nr 50, s. 9.
- Włodzimierz Kowalik, Odyseja świadomości, czyli o "Traktacie teologicznym" Czesława Miłosza, „Wschodni Rocznik Humanistyczny” 2004, t. 1, s. 279-287.
- Adam Kulawik, Małpolud czyta „Traktat teologiczny” , „Zdanie” 2003, nr 1-2, s. 76-78.
- Adam Lizakowski, „Traktat teologiczny” Czesława Miłosza, „Fraza” 2001, nr 3, s. 237-240.
- Magdalena Lubelska, „Traktat teologiczny” Czesława Miłosza. Między kiczem życia a sztuką samowiedzy, [w:] Poznawanie Miłosza 3, Kraków 2011, s. 637-651.
- Jerzy Ładyka, Metafizyczny kłopot Miłosza, „Res Humana” 2002, nr 1, s. 3-5.
- Stefan Melkowski, Poezja epoki. O poematach-traktatach Czesława Miłosza, „Temat” 2007, nr 8-10, s. 10-30.
- Jan Miklas-Frankowski, „Sześcioletni, czułem grozę w kamiennym porządku świata”. Filozoficzno-teologiczne konteksty „Traktatu teologicznego” Czesława Miłosza, „Ruch Literacki” 2008, nr 4-5, s. 485-499.
- Katarzyna Nadana, Między pięknym a ślicznym. Traktat teologiczny Czesława Miłosza, „Bez Dogmatu” 2002, nr 52, s. 30-31.
- Józef M. Ruszar, Strona Miłosza, „Rzeczpospolita (Plus-Minus)” 2004, nr 74.
- Tadeusz Sławek, Granit i płótno, „Tygodnik Powszechny” 2002, nr 15, s. 8-9.
- Jan Sochoń, Traktat teologiczny ks. Janusza St. Pasierba i Czesława Miłosza, „Topos” 2002, nr 4-5, s. 35-39.
- Jerzy Sosnowski, Chciałbym być skrybą, „Więź” 2002, nr 1, s. 65-68.
- Marian Stala, To, co najważniejsze, Notatka o „Traktacie teologicznym” , „Kontrapunkt” 2001, nr 11-12, s. 10.
- Adam Szostkiewicz, Barani kożuch. "Traktat teologiczny" Czesława Miłosza nie wszystkim się podoba, „ Polityka” 2002, nr 10, s. 48-49.
- Jerzy Szymik, Poeta w fioletowej todze, „Więź” 2002, nr 1, s. 69-74.